# Требатице
Требатице (слч. Trebatice) насељено је мјесто са административним статусом сеоске општине (слч. obec) у округу Пјештјани, у Трнавском крају, Словачка Република.

## Становништво
| Година:    | 1994. | 2004.   | 2014.    | 2024.   |
| ---------- | ----- | ------- | -------- | ------- |
| Број људи: | 1218  | 1237    | 1369     | 1352    |
| Разлика:   |       | +1,55 % | +10,67 % | -1,24 % |

| Година:    | 2023. | 2024.   |
| ---------- | ----- | ------- |
| Број људи: | 1338  | 1352    |
| Разлика:   |       | +1,04 % |

Према подацима о броју становника из 2024. године насеље је имало 1352 становника.